# Alexandre Cabanel

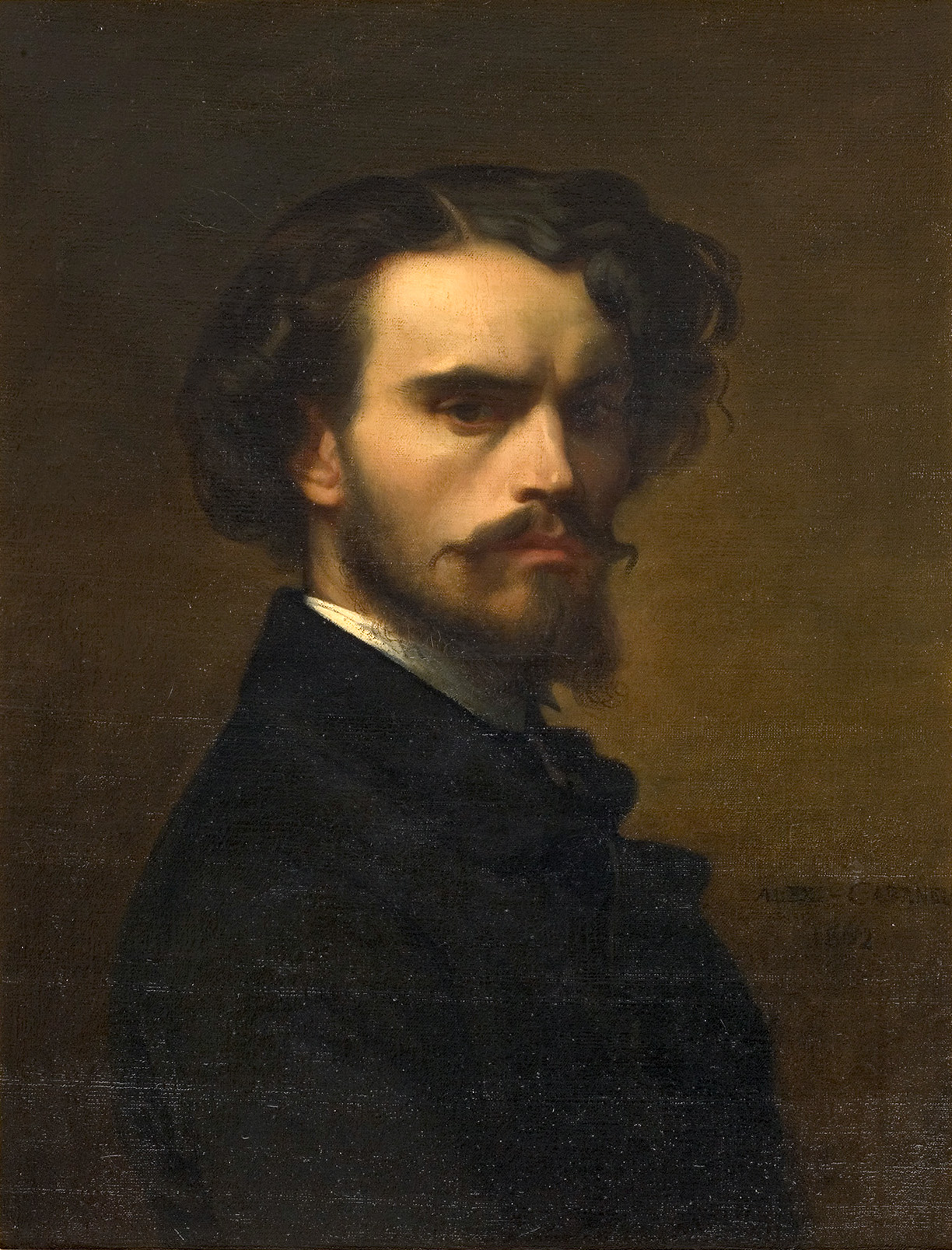
Alexandre Cabanel (Selbstporträt), 1852

Alexandre Cabanel (* 28. September 1823 in Montpellier; † 23. Januar 1889 in Paris) war ein akademischer französischer Historienmaler, Mitglied der Académie des Beaux-Arts und Professor an der École des beaux-arts in Paris.

## Biografie

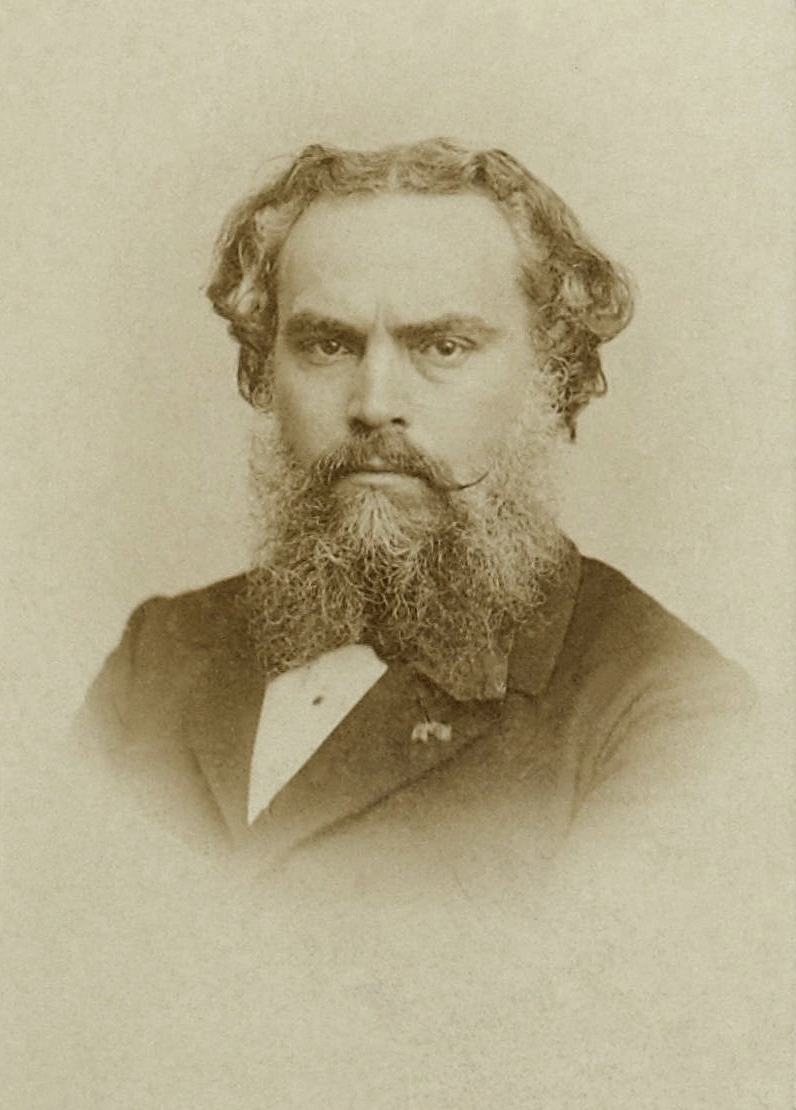
Alexandre Cabanel, ca. 1865

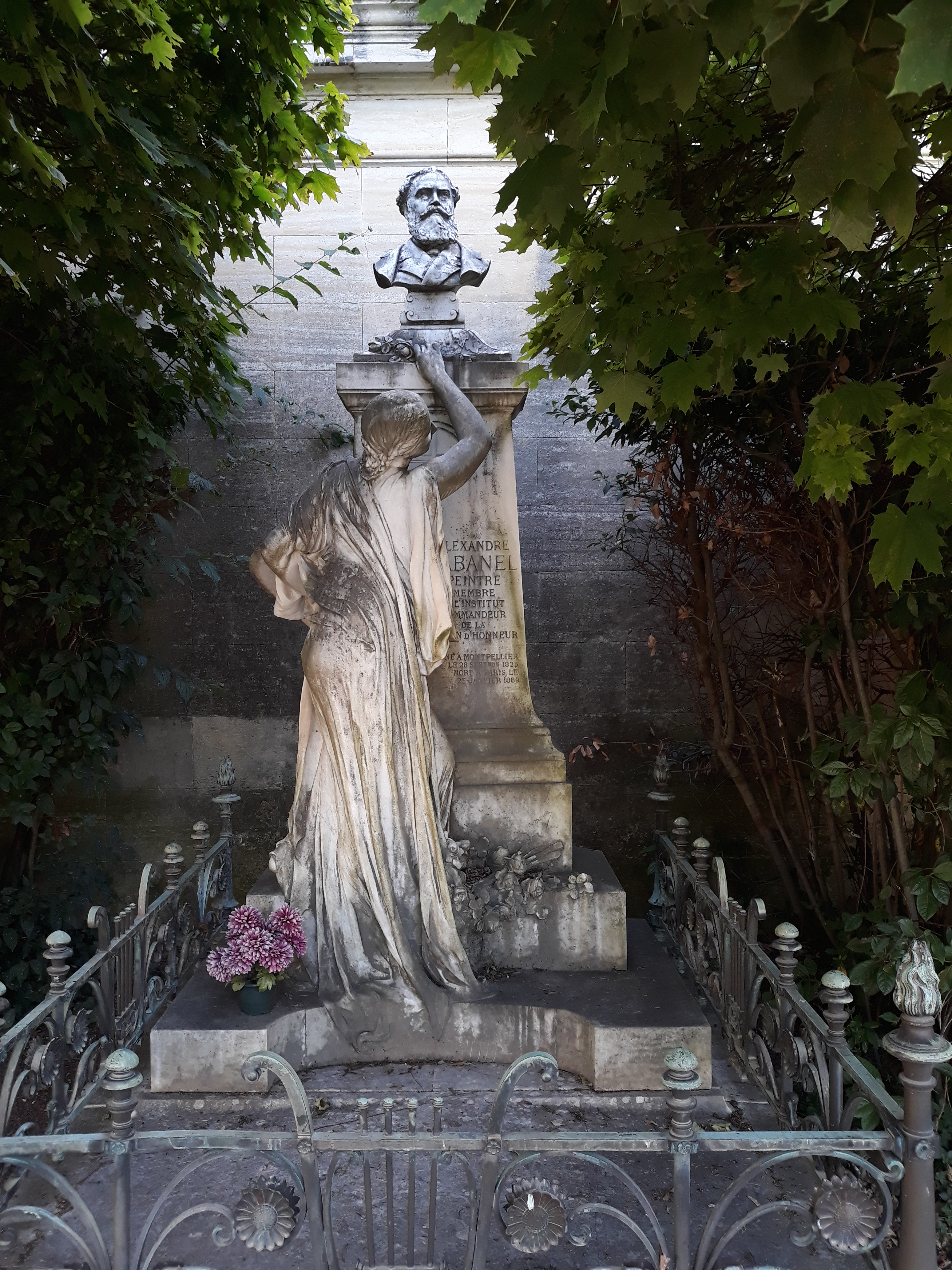
Das Grab von Alexandre Cabanel auf dem Cimetière Saint-Lazare in Montpellier.

Cabanel steht durch seinen Lehrer François-Édouard Picot mit der klassischen Schule Jacques-Louis Davids in Verbindung und hielt sich mit seinen ersten Bildern Der Tod des Moses (1852), Der heilige Ludwig (1855) u. a. noch durchaus an die strengen akademischen Regeln, zeigte jedoch schon innerhalb derselben Talent für Zeichnung und Komposition.
Der modernen Empfindungsweise näherte er sich in dem Bild Die Witwe des Kapellmeisters, die mit ihren Kindern den Klängen der Orgel lauscht, auf der die älteste Tochter die Werke des Verstorbenen zu spielen scheint (1859). In dem florentinischen Dichter, welcher einigen Männern und Frauen seine Gedichte vorträgt (1861), sind die Gestalten aus der Zeit der Frührenaissance von höchstem Adel und reiner Anmut. Nachhaltigen Erfolg errang Cabanel erst, als er zu mythologischen Stoffen und damit zur Darstellung des Nackten überging.
Er sieht es in der Behandlung des Fleisches nicht sowohl auf eine packende Naturwahrheit und Körperhaftigkeit ab, er gibt ihm vielmehr einen rosigen Ton, der nebst der üppigen Linienführung an die Werke François Bouchers und anderer Meister des Rokoko erinnert. Zu seinem ersten Bild der Art, der vom Faun entführte Nymphe (1861), ist das Kolorit noch etwas kräftiger; in seiner Die Geburt der Venus (1863), die als sein Hauptwerk gilt, ist der Ton dagegen ganz matt und weichlich. Dieses Bild wurde für das kaiserliche Haus angekauft.
Bei der Weltausstellung Paris 1867 hatte Cabanel das Kolossalbild Die Vertreibung aus dem Paradies ausgestellt, das König Ludwig II. von Bayern in Auftrag gegeben hatte und das sich jetzt im Maximilianeum in München befindet. Die anmutige dekorative Wirkung seiner Malweise verwertete Cabanel bei der Ausmalung des Hotels Emile Pereires. Er folgte hierbei den französischen Freskomalern des 18. Jahrhunderts, und so zeigte auch in der Wiener Weltausstellung von 1873 Der Triumph der Flora (ein kolossales Deckenbild in Ovalform, für einen Plafond des Louvre bestimmt) die Kompositionsweise und die rosige Farbe derselben.
Sein Tod der Francesca da Rimini und des Paolo Malatesta auf derselben Ausstellung fesselte trotz der allzu gesuchten Realistik durch die Energie der Auffassung. Auch als Porträtmaler war Cabanel sehr beliebt, namentlich bei der vornehmen Damenwelt, da er es verstand, den Herzoginnen, Gräfinnen und Marquisen durch sein frostiges, gedämpftes Kolorit ein interessant und distinguiertes Aussehen zu geben und allen Launen der Mode in der Wiedergabe der Toilette mit geschicktem Pinsel zu folgen. Weniger glücklich war er beim Porträt von Männern, wie in dem Porträt Napoleons III. (1864). Sein letztes größeres Werk waren Momente aus dem Leben des heiligen Ludwigs für das Pantheon.
Cabanel geriet im Unterschied zu den Impressionisten langsam in Vergessenheit. Das Wallraf-Richartz Museum in Köln organisierte in Zusammenarbeit mit dem Modedesigner Christian Lacroix und mehreren Museen wie dem Musée Fabre in Montpellier eine umfassende Sonderausstellung im Frühling 2011.
Seit 1887 war Cabanel assoziiertes Mitglied der Académie royale des Sciences, des Lettres et des Beaux-Arts de Belgique.

## Werkauswahl

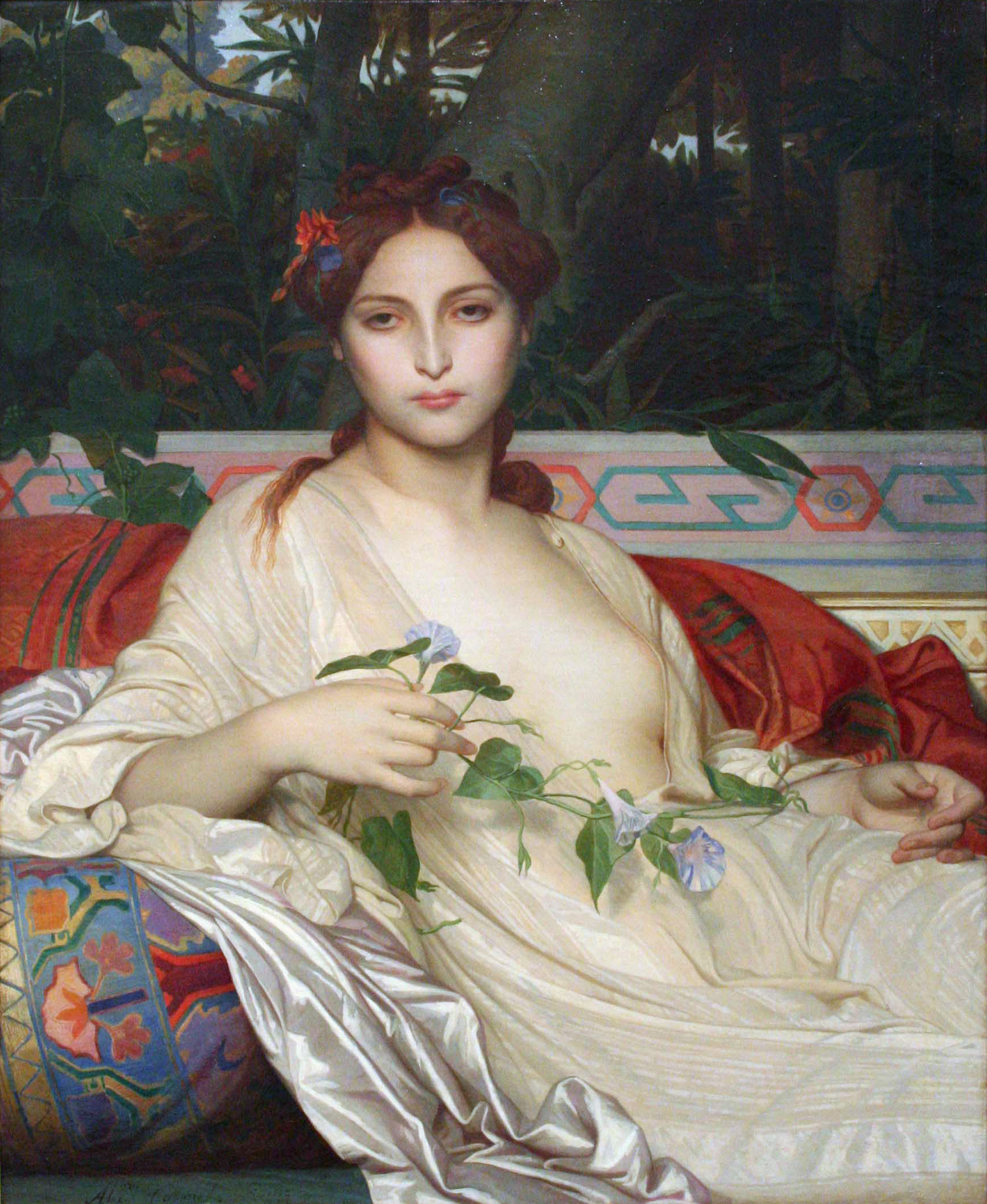
Albaydé (1848)
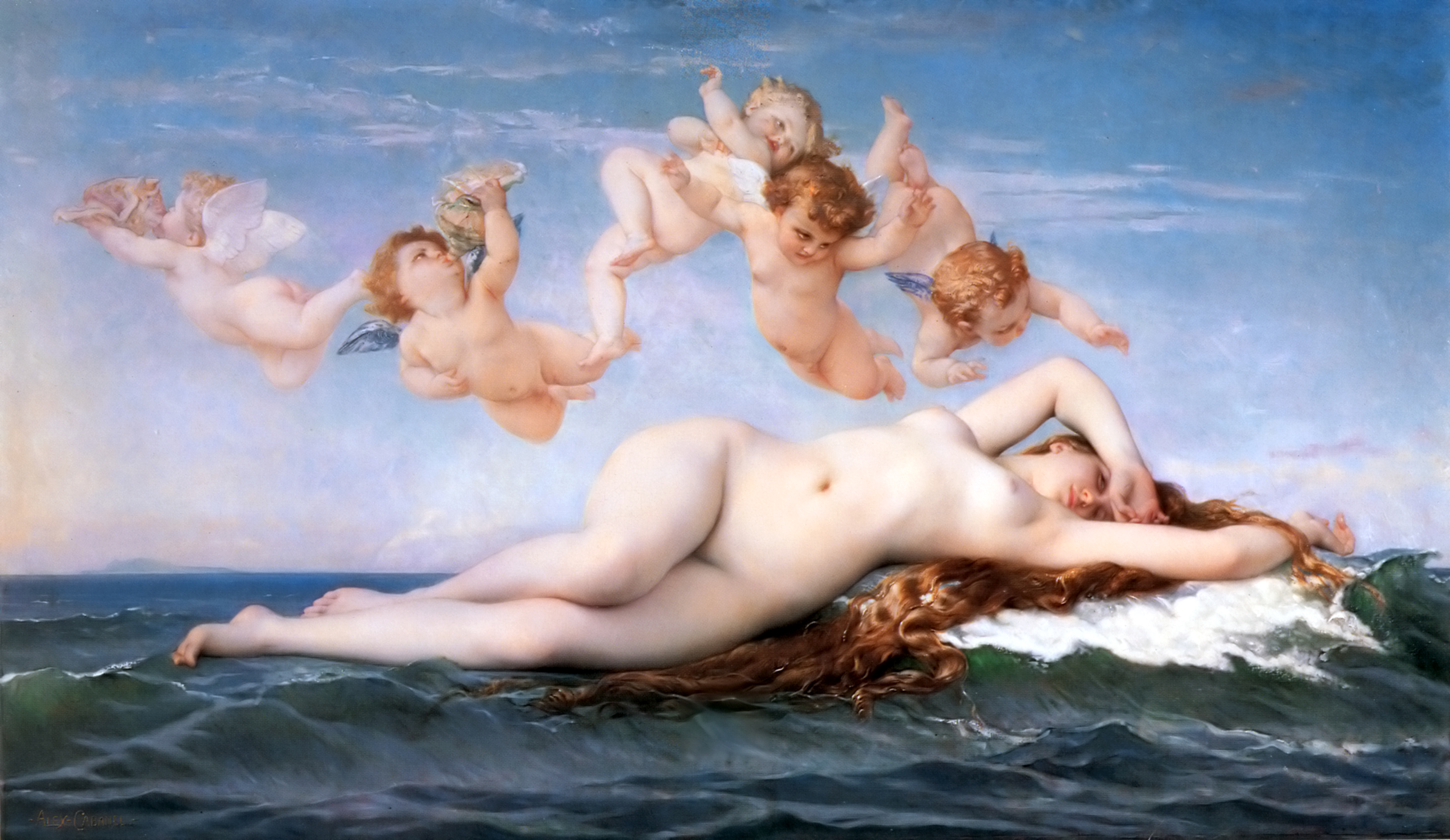
Geburt der Venus (Kopie aus dem Jahr 1875)
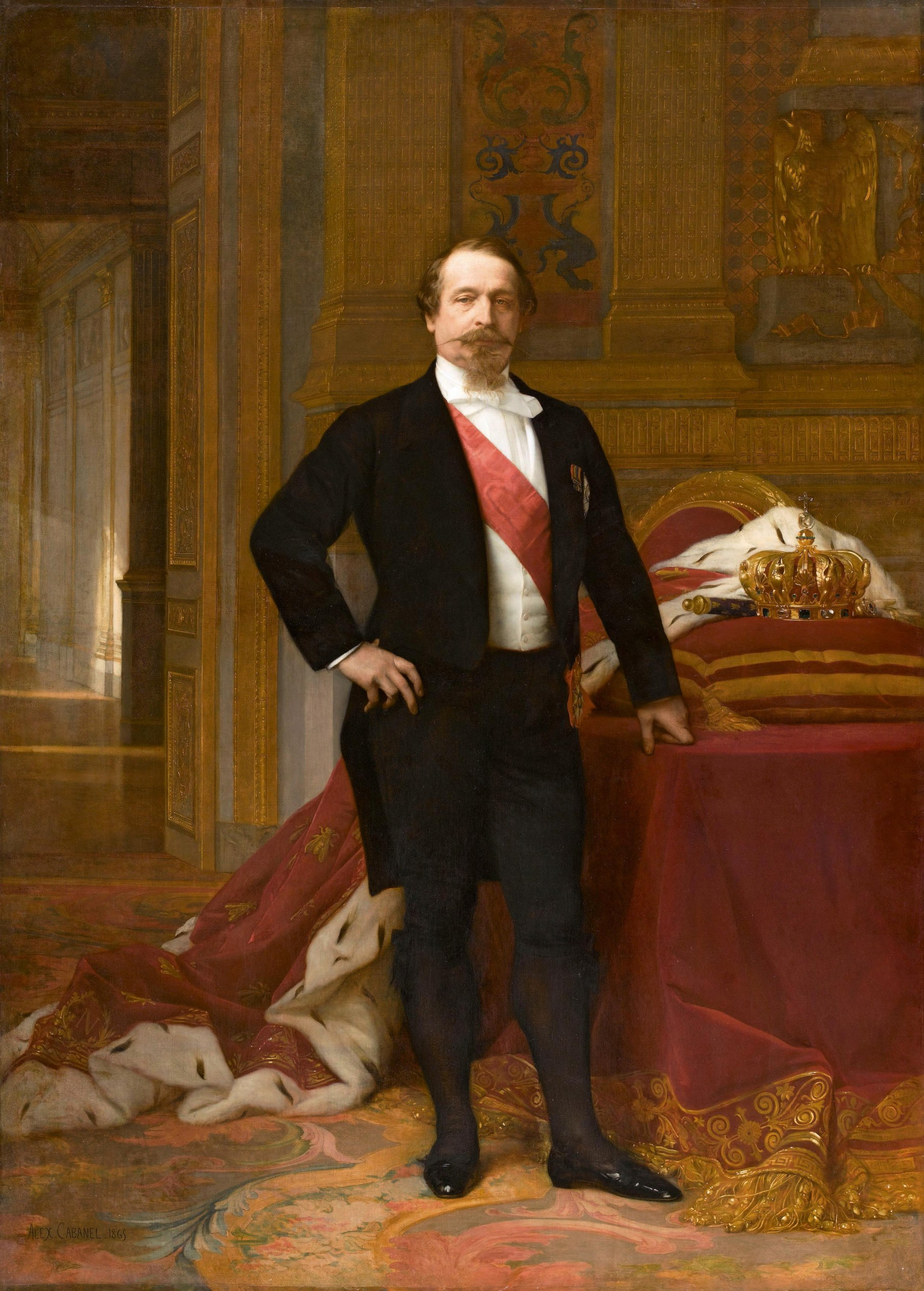
Napoleon III. (1865)
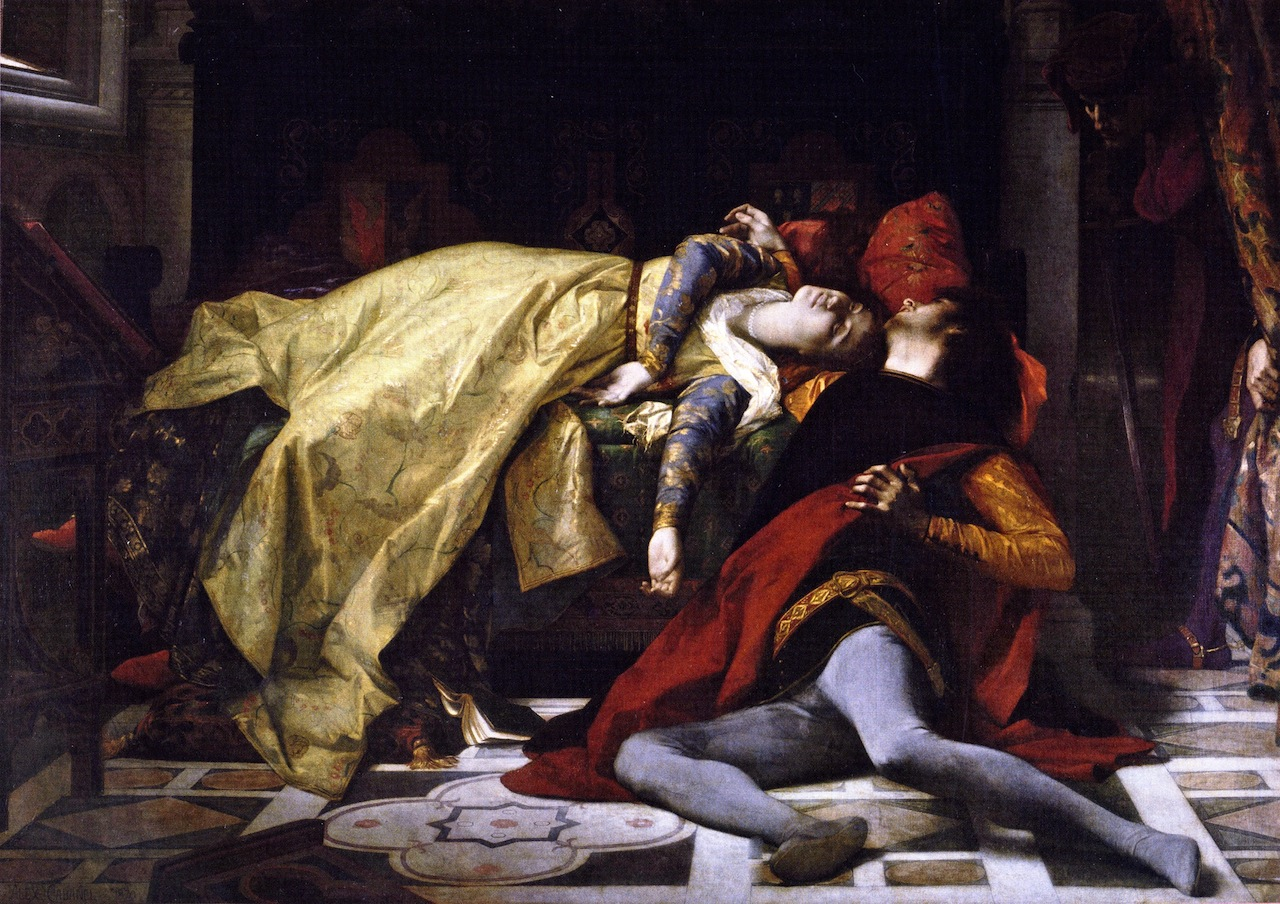
Der Tod von Francesca da Rimini und Paolo Malatesta (c. 1870)
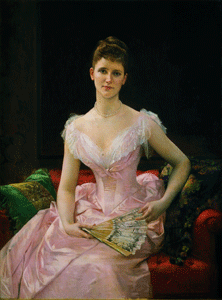
Olivia Peyton Murray Cutting (1887)

Tafel- und Leinwandmalerei:
- 1840: Porträt des Alfred Bruyas, Montpellier, Musée Fabre
- 1849: Johannes der Täufer, Montpellier, Musée Fabre
- 1851: Der Tod des Moses (La Mort de Moïse), New York, Dahesh Museum
- 1856: Ludwig XIII. und Richelieu (Louis XIII et Richelieu), Paris, Palais du Luxembourg
- 1860: Nymphe und Satyr (Nymphe et Satyre), Privatsammlung
- 1863: Die Geburt der Venus (Naissance de Vénus), Paris, Musée d’Orsay
  - 1875: etwas verkleinerte Kopie von Die Geburt der Venus, New York, Metropolitan Museum of Art
- 1866: Repos de Ruth, ehem. Sammlung der Kaiserin Eugénie
- 1867: Vertreibung aus dem Paradis (Paradis perdu) München, Maximilianeum
- 1870: Tod der Francesca da Rimini und des Paolo Malatesta (Mort de Francesca de Rimini et de Paolo Malatesta), Paris, Musée d’Orsay
- 1873: Porträt der Comtesse de Keller, Paris, Musée d’Orsay
- 1876: Porträt der Catharine Lorillard Wofe, New York, Metropolitan Museum of Art
- 1880: Phädra (Phèdre), Montpellier, Musée Fabre
- 1883: Ophelia (Ophélie), Privatsammlung
- 1887: Ruth glanant dans les champs de Booz, Musée Garinet, Châlons-en-Champagne.
- 1887: Cléopatre essayant des poisons sur des condamnés à mort, Antwerpen, Musée royal des Beaux-Arts
- ???: Eva nach dem Fall (Eve après la chute), Privatsammlung

Wandmalerei
- 1861: Paris, Hôtel de Say
- 1858/64: Paris, Hôtel Pereire
- 1878: Leben des heiligen Ludwigs (Vie de Saint Louis), Paris, Panthéon

## Schüler (Auswahl)
- Émile Adan (1839–1937)
- Almeida Júnior (1850–1899)
- Rodolfo Amoedo (1857–1941)
- Henry Bacon (1839–1912)
- George Randolph Barse (1861–1938)
- Tancrède Bastet (1858–1942)
- Jules Bastien-Lepage (1848–1884)
- Jean-Joseph Benjamin-Constant (1845–1902)
- Armand Berton (1854–1917)
- Albert Besnard (1849–1934)
- Édouard-Théophile Blanchard (1844–1879)
- Edmond Borchard (1848–1922)
- Louis Maurice Boutet de Monvel (1851–1913)
- Guillaume-Charles Brun (1825–1908)
- Vlaho Bukovac (1855–1922)
- Charles Bulteau
- Gaston Bussière (1862–1928/1929)
- Pierre Cabanel (1838–1917)
- Antoine Calbet (1860–1942)
- Louis Capdevielle (1849–1905)
- Eugène Carrière (1849–1906)
- Louis-Robert Carrier-Belleuse (1848–1913)
- António Carvalho de Silva Porto (1850–1893)
- André Castaigne (1861–1929)
- Théobald Chartran (1849–1907)
- Eugène Chiquet (1863–um 1935)
- Raphaël Collin (1850–1916)
- Léon-François Comerre (1850–1916)
- Jacqueline Comerre-Paton (1859–1955)
- Fernand Cormon (1845–1924)
- Pierre Auguste Cot (1837–1883)
- Léon Couturier (1842–1935)
- Kenyon Cox (1856–1919)
- Pascal Adolphe Dagnan-Bouveret (1852–1929)
- Edmond Charles Daux (1855–1937?)
- Ferdinand David (1824–1873)
- Édouard Debat-Ponsan (1847–1913)
- Gabriel Charles Deneux (1856–1926)
- Emmanuel de Dieudonné (1845–1889)
- Henry Patrice Dillon (1850/1851–1909)
- Étienne Dujardin-Beaumetz (1852–1913)
- François Flameng (1856–1923)
- Charles Fouqueray (1869–1956)
- Louis Édouard Fournier (1857–1917)
- Émile Friant (1863–1932)
- Louis Galliac (1849–1934)
- Georges Gasté (1869–1910)
- Henri Gervex (1852–1929)
- Jules Girardet (1856–1938)
- Simó Gómez (1845–1880)
- François Guiguet (1860–1937)
- Thomas Hovenden (1840–1895)
- Fernand Humbert (1842–1934)
- Charles Jadin (1849–1922)
- Joseph Roger Jourdain (1845–1918)
- Daniel Ridgway Knight (1839–1924)
- François Lafon (1846-um 1920)
- Antonio de la Gandara (1861–1917)
- Charles Lucien Léandre (1862–1934)
- Max Leenhardt (1853–1941)
- Henri Le Sidaner (1862–1939)
- Fernand Lematte (1850–1929)
- Paul Leroy (1860–1942)
- Henri Léopold Lévy (1840–1904)
- Aristide Maillol (1861–1944)
- Édouard-Antoine Marsal (1845–1929)
- Numa Marzocchi de Bellucci (1846–1930)
- Charles-August Mengin (1853–1933)
- Aimé Morot (1850–1913)
- João Marques de Oliveira (1853–1927)
- Pierre Outin (1840–1899)
- Fernand Pelez (1848–1913)
- Paul Philippoteaux (1846–1923)
- Henrique Pousão (1859–1885)
- Auguste Privat (1864– ?)
- Victor Prouvé (1858–1943)
- Henri Regnault (1843–1871)
- Édouard Rosset-Granger (1853–1934)
- Georges Roussin (1854–1941)
- Paul Roux (1835/1845–1918)
- Louis Royer (1793–1868)
- Joseph Saint-Germier (1860–1925)
- Jean-Jacques Scherrer (1855–1916)
- Jean-Paul Sinibaldi (1857–1909)
- Georges Souillet (1861–1947)
- Joseph-Noël Sylvestre (1847–1926)
- Edmond Tapissier (1861–1943)
- Paul Tavernier (1852–1943)
- Étienne Terrus (1857–1922)
- Adolphe Willette (1857–1926).